# Stewartsville
Stewartsville és una població dels Estats Units a l'estat de Missouri. Segons el cens del 2000 tenia 759 habitants.

## Demografia
Segons el cens del 2000, Stewartsville tenia 759 habitants, 288 habitatges, i 211 famílies. La densitat de població era de 302,1 habitants per km².
Dels 288 habitatges en un 35,8% hi vivien nens de menys de 18 anys, en un 57,6% hi vivien parelles casades, en un 9,7% dones solteres, i en un 26,7% no eren unitats familiars. En el 24,3% dels habitatges hi vivien persones soles el 14,2% de les quals corresponia a persones de 65 anys o més que vivien soles. El nombre mitjà de persones vivint en cada habitatge era de 2,64 i el nombre mitjà de persones que vivien en cada família era de 3,12.
Per edats la població es repartia de la següent manera: un 27,8% tenia menys de 18 anys, un 8,4% entre 18 i 24, un 29,4% entre 25 i 44, un 18,7% de 45 a 60 i un 15,7% 65 anys o més.
L'edat mediana era de 36 anys. Per cada 100 dones de 18 o més anys hi havia 87,7 homes.
La renda mediana per habitatge era de 35.063 $ i la renda mediana per família de 40.789 $. Els homes tenien una renda mediana de 31.563 $ mentre que les dones 19.917 $. La renda per capita de la població era de 14.509 $. Entorn del 7,4% de les famílies i el 7,6% de la població estaven per davall del llindar de pobresa.

## Poblacions més properes
El següent diagrama mostra les poblacions més properes.